# 1952年危险毒品法令
《1952年危险毒品法令》是马来西亚自1952年起颁布的一项关于管制毒品的法令。在39B条文下，任何人进行贩毒活动或拥有特定数额的毒品，罪成可被判处死刑或终身监禁及至少15鞭笞。
该法令于1985年修订，名为《1985年危险毒品（特别预防措施）法令》。国家毒品政策由时任首相马哈迪·莫哈末于1983年2月19日发起禁毒运动时宣布，目标是到2015年建立一个没有毒瘾威胁的马来西亚，以确保社区的福祉并保持国家的稳定和恢复力。
2019年4月5日，联邦法院废除该法令的一项规定，即允许使用“双重推定”（double presumption）来确保被告的贩毒罪名成立。